# フランコ・アンドリヤーシェヴィッチ
フランコ・アンドリヤシェヴィッチ（クロアチア語: Franko Andrijašević、クロアチア語発音: [frâŋko andrijǎːʃeʋitɕ];、1991年6月22日 - ）は、クロアチアのサッカー選手。クロアチア代表。ポジションはMF。

## クラブ歴
HNKハイドゥク・スプリトの下部組織出身。2010年5月13日、同シーズンの最終節でトップチームデビューし選手となった。2011年8月に2部のNKドゥゴポリェに1シーズンの期限付き移籍。ドゥゴポリェでは初出場の試合で初得点を記録した。
2014年6月18日、ハイドゥク・スプリトとライバル関係にあるNKディナモ・ザグレブに完全移籍。しかし出場機会に乏しく、NKロコモティヴァ・ザグレブに期限付き移籍した。
2016年7月26日、3年契約でHNKリエカに移籍、この移籍はマルコ・レシュコヴィッチのリエカからディナモ・ザグレブへの移籍に絡むものであった。リエカでは初年度から16得点を記録し、初のリーグタイトルに貢献した。
2017年7月に425万ユーロでKAAヘントに完全移籍。2019年1月にワースラント＝ベフェレンに期限付き移籍。同年8月にリエカに期限付き移籍し、2020年8月に期限付き移籍期間を1年延長した。
2019年から中国リーグ・浙江FCに加入。チームの1部リーグ昇格、アジアチャンピオンズリーグ出場権獲得に貢献。キャプテンを務めている。

## 代表歴
2013年1月22日、2月6日に行われる韓国代表との親善試合のメンバーとしてクロアチア代表に初招集され、同ゲームの65分に途中出場し代表初出場を記録した。

## 家族
父のスティエパン・アンドリヤシェヴィッチ、兄のピェロ・アンドリヤシェヴィッチもサッカー選手。